# بيركهولدرية دايازتروفية
بيركهولدرية دايازتروفية (الاسم العلمي: Burkholderia diazotrophica) هي نوع من البكتيريا، سلبية الغرام، تتبع جنس البيركهولدرية.